# لايسترية زرقاء الأوراق
لايسترية زرقاء الأوراق (الاسم العلمي:Leycesteria glaucophylla) هي نوع من النباتات يتبع جنس اللايسترية من الفصيلة المعزية الورق.